# Ottersheim bei Landau
Ottersheim bei Landau is een plaats in de Duitse deelstaat Rijnland-Palts, en maakt deel uit van de Landkreis Germersheim.
Ottersheim bei Landau telt 1.835 inwoners.

## Bestuur
De plaats is een Ortsgemeinde en maakt deel uit van de Verbandsgemeinde Bellheim.